# Тартаковский, Маркс Самойлович
Тартаковский Маркс Самойлович — русский писатель, историк, философ.

## Биография
Родился 13 июня 1930 в Бердичеве в семье учителей Самуила Аврумовича Тартаковского (1896, Черкассы — 1973, Москва) и Перл Лейбовны Тартаковской (1894, Сквира — 1971, Москва); с августа 1941 года до конца жизни родители были заводскими рабочими (отец — слесарь-ремонтник станков и механизмов).
В июле 1941 года накануне взятия Бердичева гитлеровцами вышел с родителями из города и прошёл (частично с отступающей Красной армией) почти всю Украину — до Артёмовки в Донбассе. С 1941 года жил в Самарканде, Киеве, Херсоне, Москве, с 1994 года в Дессау, с 1997 года живёт в Мюнхене.
В 1948 г. окончил школу № 49 (Киев) с украинским языком преподавания.
1948-50 гг. — философский факультет (отделение логики) Киевский университет (был исключён с обвинением в космополитизме); 1949-51 гг. — ВШТ Киевского института физкультуры (диплом с отличием).
1951-52 гг. — спортивный тренер (Херсон);
1952-55 гг. — Рихтовщик прессо-сварочного цеха Киевского мотоциклетного завода..
1955-61 гг. — студент-заочник Литературного института имени А. М. Горького (единственный из всех абитуриентов был принят по рукописи повести «В нашем общежитии» БЕЗ обязательной рекомендации местного ССП).
Все эти годы проживал бомжом в Москве за счёт гонораров от разных изданий. Журналистские командировки по России от Краснодара до Петрозаводска, по Украине, включая Крым, Закарпатье, Галицию, по Закавказью, Прибалтике, Казахстану, республикам Ср. Азии. Первые книжные публикации (заурядные): повести «Обыкновенное счастье», «Твой лучший друг»; очерки в периодике и сборниках.
С 1967 г. на протяжении четверти века тренер в бассейне подводного плавания ВМК (Москва, Тушино), преподаватель кафедры физвоспитания МХТИ им. Менделеева.
Опыт этой работы — публикации в журнале «Здоровье», отдельные издания, вышедшие массовым тиражом: «Уроки физической гармонии», «Нетрадиционная физкультура», «Все хотят быть красивыми», «Жить, не старея»…
С 1994 года живет в Германии.
Публикуется в России, Израиле, Германии, США.

## Литературное творчество
С 1989 г. представилась возможность публикации того, что было написано ранее:
«Человек — венец эволюции» (М. «Знание», 1990 г.; тираж 2 млн.450 тыс.)
«В поисках здравого смысла», философские очерки (М. «Моск.рабочий», 1991 г. 335 стр., тираж 5 000)
«Акмеология. Эрос и личность» (М. «МЖ Панорама», 1992 г. 313 стр., тираж 35 тыс.).
«Homo eroticus», роман (М. «Панорама», 1993 г. 286 стр, тираж 40 000)
«Историософия. Мировая история как эксперимент и загадка» (М. «Прометей», 1993 г., 333 стр., тираж 5 000)
Очень немногие историки (Гегель, Маркс, Милль, Тойнби, Хантингтон…) касались главного — «механизмов» мировой истории. М. Тартаковский рассматривает историю человечества как развитие общечеловеческой психики: мировая история есть эволюция общинной (коммунальной) человеческой особи — к индивидуальной личности, осознающей и направляющей (в силу возможности) собственное бытие. Определяются таким образом критерии прогресса, застоя и регресса в истории…
В Сети (в сокр.) — «Мировая история как эксперимент и загадка»
«Акмеология» — первая из изданных книг с данной тематикой. Следующая за названной «Акмеологией», вышедшей в 1992 г., вышла через три года: А. Деркач «Общая и прикладная акмеология».
Возникли экзотические направления: «креативная акмеология», «синергетическая» и т. п., тогда как суть «Акмеологии» М. Тартаковского проста и чётко сформулирована во входных данных: «Акмэ» (др.-греч.) — зенит жизни, время расцвета физических, умственных, творческих потенций человека. Акмэ совпадает с пиком сексуальной активности, взаимосвязь здесь очевидна. Как продлить это состояние?.. Методика, упражнения, практические рекомендации…
Переезд в Германию в 1994 г., разрыв непосредственных связей с московскими издательствами, упадок самого книгоиздания, всё более вытесняемого интернетом, придал автору новый стимул. Автобиографические повести М. Тартаковского, опубликованные ранее в СССР, публикуются в Сети уже без обязательных некогда цензурных изъятий и искажений:
«Пешая одиссея» (в Сети также — «Как я провёл тем летом…»)
«Мокрые паруса» (в начале 60-х повесть вызвала обильную полемику в печати);
«Моё дело или Всё кувырком»;
«Убить человека…»;
«Homo eroticus» (в Сети в полной авторской редакции — «Сплетенье ног»).
Мировая история: «Почему китайцы не открыли Америку», «Москва — Пекин» и мн. другие.
Российская история: «Сексуальность и революция»; «Серебряный век, обернувшийся веком кровавым»; «Сын Александра Блока» и мн. другие.
Еврейская история: «Откровение Торы и реальности нашего века»; «Шестидневная война. Взгляд из Москвы»; «Д’Акоста в современном мире» и мн. другие.
Новейшая история: «Кто развязал Вторую мировую войну?»; «Оболганная трагедия (Мировая война и её комментаторы)»; «Адольф Гитлер и его книга»; «Геополитика — искусство компромисса» и мн. другие.
Гипотезы, проекты: «Циклы Мироздания»; «Вектор эволюции»; «Лики грядущего»; «Проект — Россия»; «Проект — Израиль»; «Проект для Ближнего Востока»; «Латиница или кириллица (О всемирном интернет-алфавите)» и др.

## Семья
Женат в первом браке с Валерией Тищенко (р. 1939 г., биолог; в браке — Тартаковская) — дочь Елена (р. 1963), внучка Дарья, внук Василий, правнучка Варя;
во втором — с 1966 г. с Верой Треско (р. 1946 г., программист; в браке — Тартаковская) — дочери Валерия (р. 1969) и Ольга (р. 1980), сыновья Константин (р. 1974) и Александр (р. 1987); внуки Артур, Томас, Эйтан, внучки Марина, Лина, Паула.